# Richie Ramone

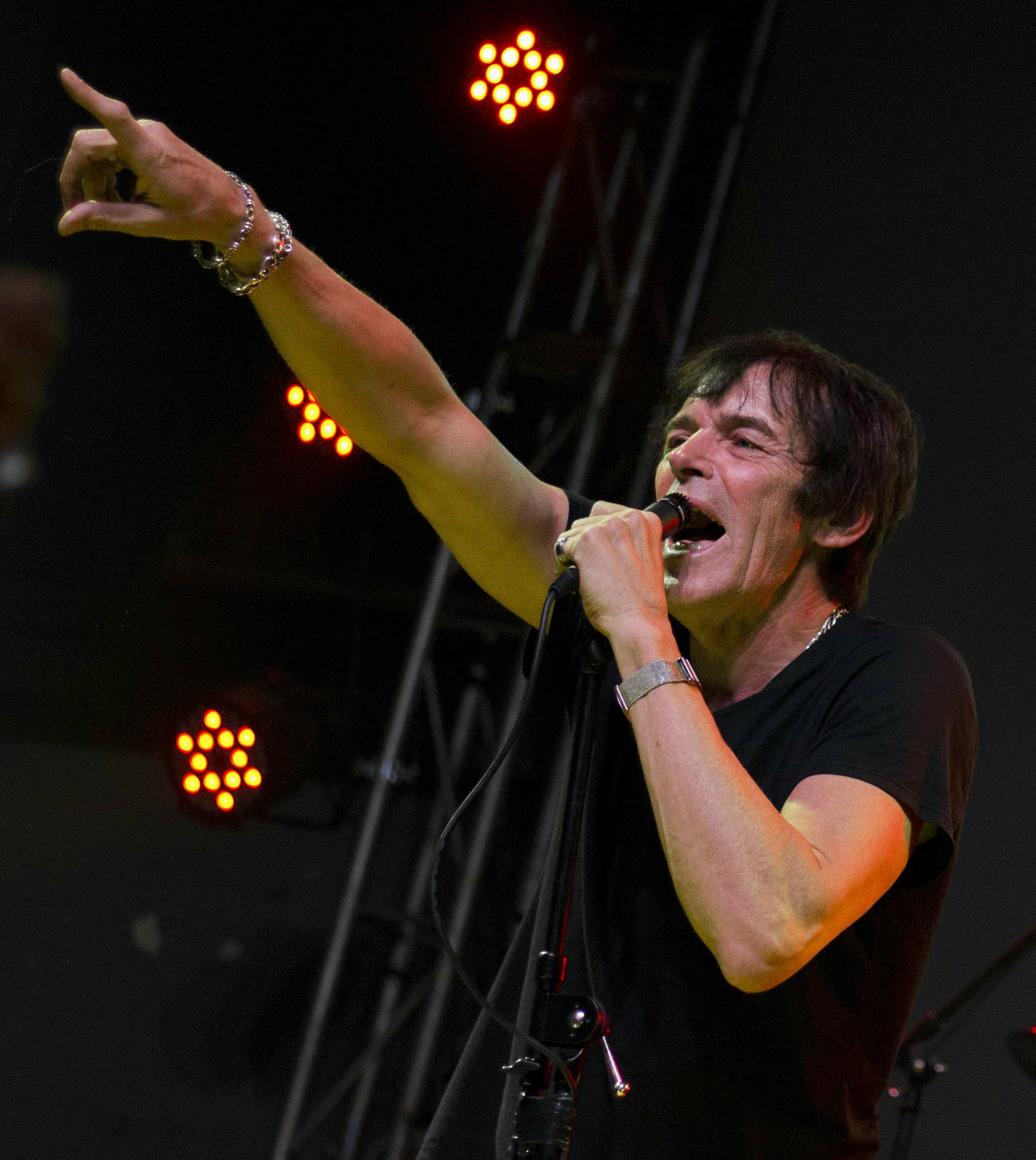
Richie Ramone, 2018

Richard Reinhardt (Beau) (* 11. August 1957), auch bekannt als Richie Ramone, ist ein US-amerikanischer Schlagzeuger. Von 1983 bis 1987 war er unter diesem Pseudonym Schlagzeuger der Punkband Ramones. Er sprang 1983 für Marky Ramone ein, der wegen Alkoholproblemen aus der Band entlassen worden war.

## Karriere mit den Ramones
Richie Ramone spielte einen etwas härteren und schnelleren Schlagzeugstil als seine beiden Vorgänger Marky und Tommy Ramone. Zu Beginn seiner Mitgliedschaft in der Band fiel es ihm jedoch nach eigener Aussage nicht leicht, mit dem Tempo der Musik schrittzuhalten. Er war als Schlagzeuger an den Ramones-Alben Too Tough to Die, Animal Boy und Halfway to Sanity sowie an etwa 400 Live-Auftritten der Band beteiligt. Richie Ramone schrieb mehrere Songs für die Ramones, darunter Human Kind und Somebody Put Something In My Drink (letzteres angeblich, nachdem er unbeabsichtigt ein mit LSD versetztes Getränk getrunken hatte), I Know Better Now und I’m not Jesus. Richie Ramone wurde nur bei zwei Stücken der Ramones als Sänger berücksichtigt. Er sang den Refrain des Stücks Wart Hog und den fast unbekannten Titel Can’t Say Anything Nice, der lediglich als B-Seite einer 1986 nur in Europa erschienenen Single veröffentlicht wurde.
Die Beziehung der Band zu Richie Ramone war nach Aussage von Gitarrist Johnny Ramone rein geschäftlicher Natur. Sänger Joey Ramone und Richie waren allerdings auch privat befreundet. Laut Aussage von Joey Ramone rettete Richie Ramone den Zusammenhalt der Band. Im Jahr 2001 war Richie im Gegensatz zu den übrigen Bandmitgliedern Johnny, Marky und Dee Dee Ramone bei Joeys Beerdigung anwesend.
Die Ramones hatten in den 1980er-Jahren mit dem Verkauf ihrer Band-T-Shirts eine Nebeneinnahmequelle. Als Bandmitglied und weil auch sein Name auf den T-Shirts erschien, forderte Richie Ramone ein Viertel der Einnahmen. Als diese Forderung von den anderen abgelehnt wurde, verließ er die Band nach eigenen Angaben freiwillig nach einem Live-Auftritt am 12. August 1987, unmittelbar vor drei bereits gebuchten Konzerten der Band in New York City, die daher abgesagt werden mussten. Sein Nachfolger in der Band wurde wiederum Marky Ramone, der sein Suchtproblem mittlerweile bewältigt hatte.